# Sabah Ferdi
Sabah Ferdi (en arabe : صَبَاحْ فَرْدِي, Ṣabāḥ Fardī), née le 4 juin 1954, est une chercheuse, archéologue, conservatrice de musée et universitaire algérienne. Pendant sa carrière scientifique, elle se spécialise sur l'art romain et chrétien antique et médiéval d'Afrique du Nord, en particulier autour de la figure d'Augustin d'Hippone.
De plus, elle est conservatrice du musée de Tipasa et du musée public national de Cherchell. Dans le cadre de ses activités de conservatrice, elle s'implique de manière importante dans la protection et la gestion du patrimoine culturel algérien.

## Biographie
Elle naît le 4 juin 1954. La chercheuse obtient un doctorat en sciences de l’Antiquité classique à l'Université de Provence en 1982 et un diplôme de l'Institut pontifical d'archéologie chrétienne de Rome. Entre 1982 et 1985, elle est nommée conservatrice du musée de Tipasa puis du musée de Cherchell. Elle prend ensuite le poste de cheffe de la circonscription archéologique de Tipasa jusqu'en 2000. Pendant cette période, entre 1995 et 2001, elle est la secrétaire générale de la section arabe de l'International Council of Museums, une organisation destinée à mettre en lien entre eux les conservateurs de musée des pays arabes.
Entre 2001 et 2008, l'archéologue est inspectrice du patrimoine. En 2003, Ferdi intervient à Bordeaux pour la journée d'études intitulée « Saint Augustin : la Numidie et la société de son temps », l'occasion pour elle de présenter l'ouvrage commun qu'elle écrit avec Hélène Lafont-Couturier et Philippe Chauveau, Saint Augustin : une mémoire d'Algérie,. Cet ouvrage est décrit comme « somptueux » par Maurice Sznycer.
Depuis 2008, elle est chercheuse pour le Centre national de recherche en archéologie (CNRA). En mars 2013, elle intervient à l'EHESS à Paris pour présenter une intervention sur « les collections de mosaïques dans les musées archéologiques de l’Algérie ». En 2019, Ferdi organise un colloque consacré à saint Augustin.
Dans le cadre de ses activités de conservatrice, elle s'implique de manière importante dans la protection du patrimoine culturel algérien, notamment en soutenant les projets visant à relier les parcs culturels algériens entre eux et à les développer. Par ailleurs, elle co-dirige le corpus national des mosaiques d'Algerie.